# Sincere McCormick
Sincere McCormick (Long Beach, 10 settembre 2000) è un giocatore di football americano statunitense che milita nel ruolo di running back per i Las Vegas Raiders della National Football League (NFL). Al college ha giocato per l'Università del Texas a San Antonio.

## Carriera universitaria
Nato a Long Beach, in California, McCormick iniziò a giocare a football alla Judson High School a Converse, in Texas e poi nel 2019 andò all'Università del Texas a San Antonio (UTSA) andando a giocare con gli UTSA Roadrunners impegnati nella Conference USA (C-USA) della Divisione I della Football Bowl Subdivision (FBS) della NCAA.
Al suo primo anno McCormick giocò 12 partite, di cui 11 da titolare, collezionando 177 corse per 983 yard guadagnate, per una media di 5,6 yard per corsa, e 8 touchdown e venendo selezionato a fine stagione come miglior esordiente della Conference USA.
Nella stagione 2020 corse per 1 467 yard, secondo miglior risultato tra tutti i giocatori della Divisione I della FBS e venendo selezionato a fine stagione come giocatore offensivo dell'anno della Conference USA, nonché semifinalista per il premio Doak Walker e scelto nel Second-Team All-America.
Nel 2021 effettuò 299 corse per 1 479 yard guadagnate, risultando il terzo tra i running back della Divisione I della FBS. Nella partita contro le Memphis Tigers effettuò 42 corse per 184 yard e 3 touchdown venendo nominato come miglior giocatore nazionale della settimana, premio ricevuto per la seconda volta. McCormick aiutò gli UTSA Roadrunners a raggiungere il loro record annuale di 12–1 e, nella gara per il campionato vinta dai Roadrunners 49–41 contro il Western Kentucky, fu nominato MVP dopo aver realizzato 3 touchdown con 36 corse per 204 yard. Al termine della stagione fu nominato, primo giocatore nella storia dei Roadrunners, nel Third-team All-American dall'Associated Press.
Il 16 dicembre 2021 McCormick si dichiarò per passare tra i professionisti, rinunciando ai due anni ancora a sua disposizione per giocare nel college football. Nelle tre stagioni con gli UTSA Roadrunners McCormick fissò 20 nuovi record della squadra di San Antonio tra i quali qurlli per yard corse (3 939), per touchdown su corsa (34), per numero di partite con almeno 100 yard corse (18) e per numero totale di yard guadagnate (4 438).
| 2019   | UTSA   | FBS Div. I | C-USA  | 12 | 11 | 177 | 983   | 8  | 54 | 5,6 | 24 | 194 | 1 | 44 | 8,1 |
| 2020   | UTSA   | FBS Div. I | C-USA  | 11 | 11 | 249 | 1 467 | 11 | 69 | 5,9 | 20 | 131 | 0 | 30 | 6,6 |
| 2021   | UTSA   | FBS Div. I | C-USA  | 14 | 14 | 298 | 1 479 | 15 | 81 | 4,9 | 22 | 184 | 0 | 21 | 8,4 |
| Totale | Totale | Totale     | Totale | 37 | 36 | 724 | 3 929 | 34 | 81 | 5,4 | 66 | 509 | 1 | 44 | 7,7 |

Fonte: Football DB
In grassetto i record personali in carriera

## Carriera professionistica

### Las Vegas Raiders
McCormick non fu scelto nel corso del Draft NFL 2022 e il 12 maggio 2022 firmò da undrafted free agent con i Las Vegas Raiders un contratto triennale da 2,5 milioni di dollari.
Il 24 maggio 2022 McCormick fu inserito nella lista degli infortunati, saltando l'intera stagione 2022.
Prima dell'avvio della stagione 2023 McCormick non riuscì a rientrare nel roster attivo iniziale dei Raiders e il 29 agosto 2023 fu svincolato per poi essere aggregato il giorno successivo alla squadra di allenamento, dove passò l'intera annata.
L'8 gennaio 2024 firmò da riserva/contratto futuro. Anche all'inizio della stagione 2024 non rientrò nel roster attivo iniziale dei Raiders e il 27 agosto 2024 fu svincolato, per poi essere aggregato alla squadra di allenamento il giorno successivo. Fu elevato nel roster attiva per la partita di settimana 5, facendo il suo debutto da professionista contro i Denver Broncos, gara in cui giocò nove snap negli special team. Il 23 novembre 2024, alla vigilia della seconda gara stagionale contro i Broncos del dodicesimo turno, McCormick fu nuovamente elevato nel roster attivo, viste le assenze per infortunio di vari giocatori. Contro i rivali di division McCormick giocò il 10% degli snap dell'attacco, facendo le sue prime cinque corse e guadagnando 33 yard, risultando il primo della squadra per yard guadagnate su corsa. Fu nuovamente elevato nel roster attivo per la successiva gara del tredicesimo turno contro i Kansas City Chiefs, con il capo-allenatore dei Raiders Antonio Pierce che dichiarò di aspettarsi molto da lui e che sicuramente avrebbe avuto più spazio in campo. Contro la squadra vincitrice degli ultimi due Super Bowl McCormick giocò il 38% delle azioni offensive, mettendo a tabellino 12 corse per 64 yard, risultando di nuovo primo dei Raiders per yard corse.
Il 3 dicembre fu promosso stabilmente nel roster attivo. Giocò la sua prima partita da titolare nella gara di settimana 14, la sconfitta 13-28 contro i Tampa Bay Buccaneers, in cui corse 15 volte per 78 yard. Malgrado il rientro di giocatori più esperti, fu confermato come running back titolare anche per la gara del quindicesimo turno contro gli Atlanta Falcons, partita in cui però si infortunò ad una caviglia nel corso del secondo quarto di gioco, dovendo lasciare il campo. Il 18 dicembre 2024 fu inserito in lista riserve/infortunati, concludendo anticipatamente la sua stagione.

## Statistiche

### Stagione regolare
| 2022   | LV     | 0 | 0 | infortunato               | infortunato               | infortunato               | infortunato               | infortunato               | - | -  | -   | -  | - | - | - |
| 2023   | LV     | 0 | 0 | in squadra di allenamento | in squadra di allenamento | in squadra di allenamento | in squadra di allenamento | in squadra di allenamento | - | -  | -   | -  | - | - | - |
| 2024   | LV     | 5 | 2 | 39                        | 183                       | 4,7                       | 29                        | 0                         | 6 | 29 | 4,8 | 15 | 0 | 0 | 0 |
| Totale | Totale | 5 | 2 | 39                        | 183                       | 4,7                       | 29                        | 0                         | 6 | 29 | 4,8 | 15 | 0 | 0 | 0 |

Fonte: Football Database